# Batalla de Fandane-Thiouthioune

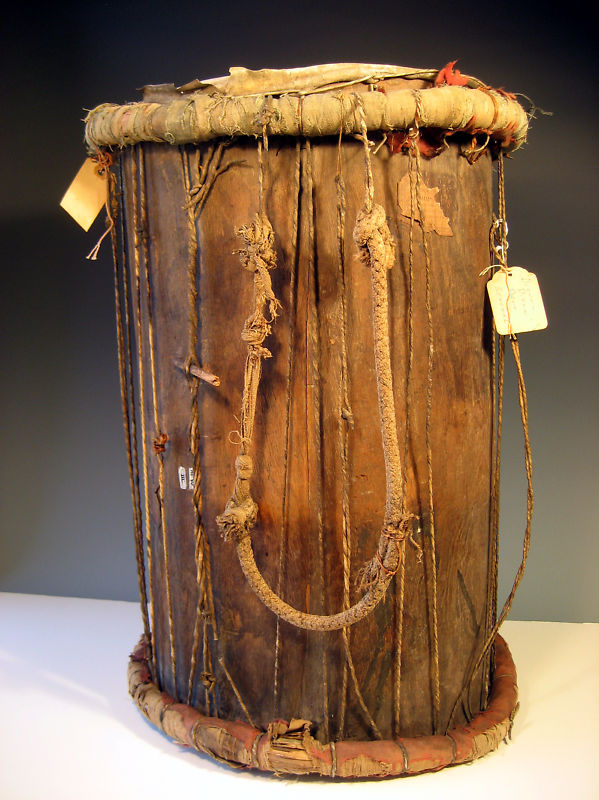
Tambor de guerra del del reino de Sine.

La batalla de Fandane-Thiouthioune (o Thiouthiogne), también conocida como la batalla de Somb o batalla de Somb-Tioutioune, tuvo lugar el 18 de julio de 1867. Fue una guerra religiosa entre la etnia serer  y los marabuts musulmanes del siglo XIX de Senegal y Gambia, pero también tuvo una dimensión económica y política de venganza y construcción de un imperio. Fandane, Thiouthioune y Somb eran parte del reino serer precolonial de Sine, actualmente parte de Senegal.